# لولیتا آناناسووا
لولیتا آناناسووا (اوکراینی: Лоліта Володимирівна Ананасова؛ زادهٔ ۹ ژوئیهٔ ۱۹۹۲) اهل اوکراین است.

## حرفه
وی همچنین یکی از شناگران موزون در المپیک تابستانی ۲۰۱۶ بوده‌است که ۴ دوره نیز در مسابقات جهانی ورزش‌های آبی حضور داشت.